# Joseph Cardijn
Joseph Léon Cardijn (Schaerbeek, 13 novembre 1882 - Louvain, 24 juillet 1967) est un prélat séculier belge de l'Église catholique. Il est le fondateur en 1925 de la Jeunesse ouvrière chrétienne (JOC).
Créé cardinal en 1965 par le pape Paul VI, il est l'un des principaux acteurs de l’engagement social de l’Église catholique au milieu du XXe siècle.
Un procès en béatification est ouvert en 2014

## Biographie

### Enfance et jeunesse
Joseph Léon Cardijn est né à Schaerbeek le 13 novembre 1882 de Henricus Cardijn, jardinier-cocher, et de Louisa Vandalen, domestique. L'état de santé du nouveau-né étant préoccupant, il est envoyé au bon air de la campagne, à Hal, dans la famille de son père. Les parents rejoindront Hal et leur fils quatre ans plus tard et y tiendront un café et un commerce de charbon.
Ses études primaires à l'Institut Notre-Dame de Hal n'empêchent pas le jeune garçon d'exercer divers petits métiers pour gagner quelques sous.  Ainsi, dans ce milieu laborieux et au contact de travailleurs manuels, il est très tôt confronté aux graves problèmes rencontrés par le monde ouvrier dans le cadre de l’industrialisation grandissante de la fin du XIXe siècle. Faut-il chercher ailleurs les raisons de son futur engagement social ?
À l'âge de douze ans, lors de sa première communion, il fait part à ses parents de son intention de devenir prêtre. C'est ainsi que deux ans plus tard, il quitte Hal pour le petit séminaire de Malines. Ses petits camarades du monde ouvrier voient ce départ d'un mauvais œil : Joseph, fils d'ouvriers, poursuit des études, est-il devenu « un ami des capitalistes » ?
Le petit séminaire est suivi de l'entrée au grand séminaire de Malines  Durant ses années de formation à la prêtrise, il perd son père âgé de seulement 53 ans. C'est face au lit de mort de son père que le futur prêtre fait le serment de consacrer sa vie au service de la justice sociale.
Le 22 septembre 1906, Joseph Cardijn, incardiné à l'archidiocèse de Malines, est ordonné prêtre par le cardinal Mercier en la cathédrale Saint-Rombaut de Malines.

### Jeunesse ouvrière chrétienne

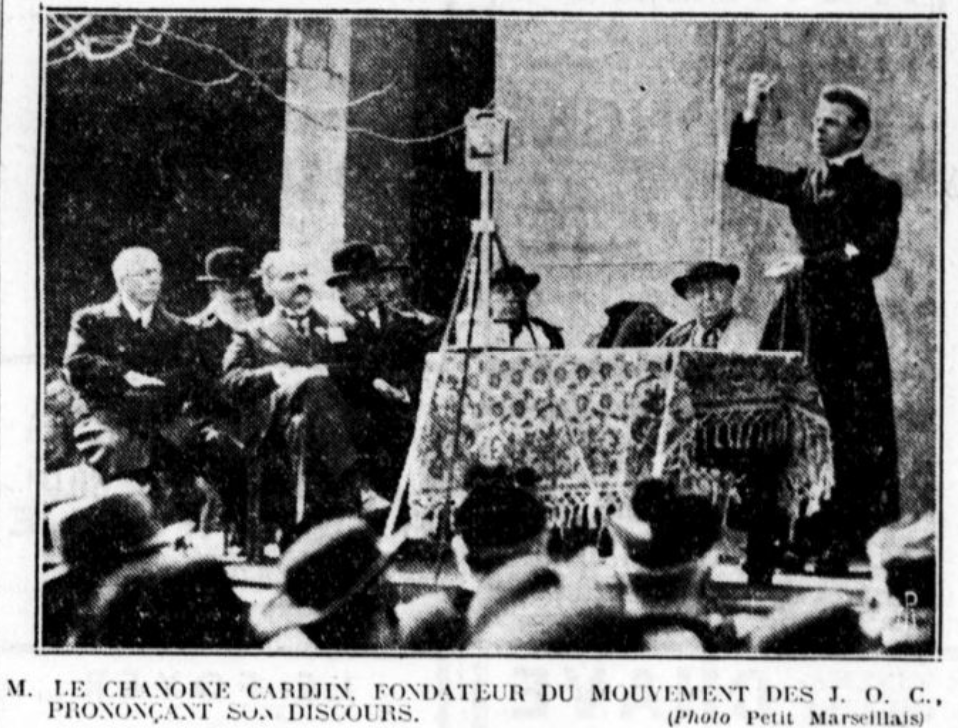
Joseph Cardijn lors d'un meeting de la Fédération nationale catholique dans Le Petit Marseillais du 9 mars 1936.

En 1912, alors qu’il est vicaire dans une paroisse ouvrière de la banlieue bruxelloise, Joseph Cardijn réunit sa première équipe de jeunes ouvriers. Adoptant une méthode simple et originale de Révision de Vie (Voir-Juger-Agir) il les aide à réfléchir sur leur vie ouvrière, conditions de travail et surtout à voir comment, ensemble, ils peuvent remédier au moins aux abus les plus évidents dans leur milieu. De tels groupes se multiplient et donnent naissance en 1925 à la JOC (Jeunesse ouvrière chrétienne), un mouvement de réflexion, formation et action catholique militant pour une plus grande justice sociale, basée sur le respect de la dignité de chaque personne dans l’esprit du Christ à la lumière de l’Évangile. La JOC est essentiellement un mouvement a-politique de jeunes chrétiens et devient rapidement une réalité internationale, fort lié plus tard au mouvement des prêtres ouvriers (dont beaucoup furent issus de la JOC).
Joseph Cardijn est fortement influencé par son origine sociale et les convictions religieuses dans lesquelles il a baigné. Elles le pousseront à venir en aide aux plus défavorisés et à devenir un prêtre social avec un intérêt pour les travailleurs via les œuvres.  Son objectif final est de ramener la classe ouvrière vers l’Église en assurant aux travailleurs des conditions de travail et d’existence qui leur permettent d’accéder au salut. Il dénonce une impréparation causée par un manque de formation, la précarité de l’emploi, les déficiences de réglementations pour protéger les ouvriers, un fatalisme et un milieu de travail néfaste pour le moral et pour les mœurs. L’être humain a selon lui une destinée éternelle qui justifie l’action sociale de l’Église, qui doit former et éduquer les jeunes dans tous les aspects de la vie pour leur inculquer les valeurs fondamentales : celles de la responsabilité, la fierté et la dignité en leur donnant un but élevé.

### Pendant la guerre
Après la victoire allemande, la JOC va s'employer à aider au rapatriement depuis la France des réfugiés belges. Ensuite, elle contribue à l'aide aux militaires belges prisonniers. Toutefois, en 1941, les organisations belges de jeunesse sont interdites par l'occupant allemand. Joseph Cardijn s'efforce cependant de les faire survivre avec l'aide de responsables jocistes dont plusieurs seront arrêtés et ne reviendront pas des camps allemands. Lui-même est arrêté, durement interrogé par la Gestapo et mis au secret. Il est libéré en 1942 grâce à des démarches diplomatiques, dont celles du Vatican exercées directement sur le gouvernement de Berlin, mais il reste sous surveillance.
Cependant, la JOC s'active à protéger des enfants juifs qui seront cachés chez l'habitant ou dans des couvents. Déjà en 1941, des jocistes étaient entrés en résistance en fondant le réseau Socrate et, en 1942, ils fondaient avec la gauche politique, le Front de l'Indépendance  (FI). Parmi les jocistes qui n'entrent pas dans la résistance armée, il y a ceux qui s'efforcent de maintenir la cohésion d'une JOC clandestine et ceux qui s'activent à cacher des enfants juifs et à soustraire les jeunes filles réquisitionnées pour le travail obligatoire en Allemagne à s'y soustraire en les cachant .

### Cardinal

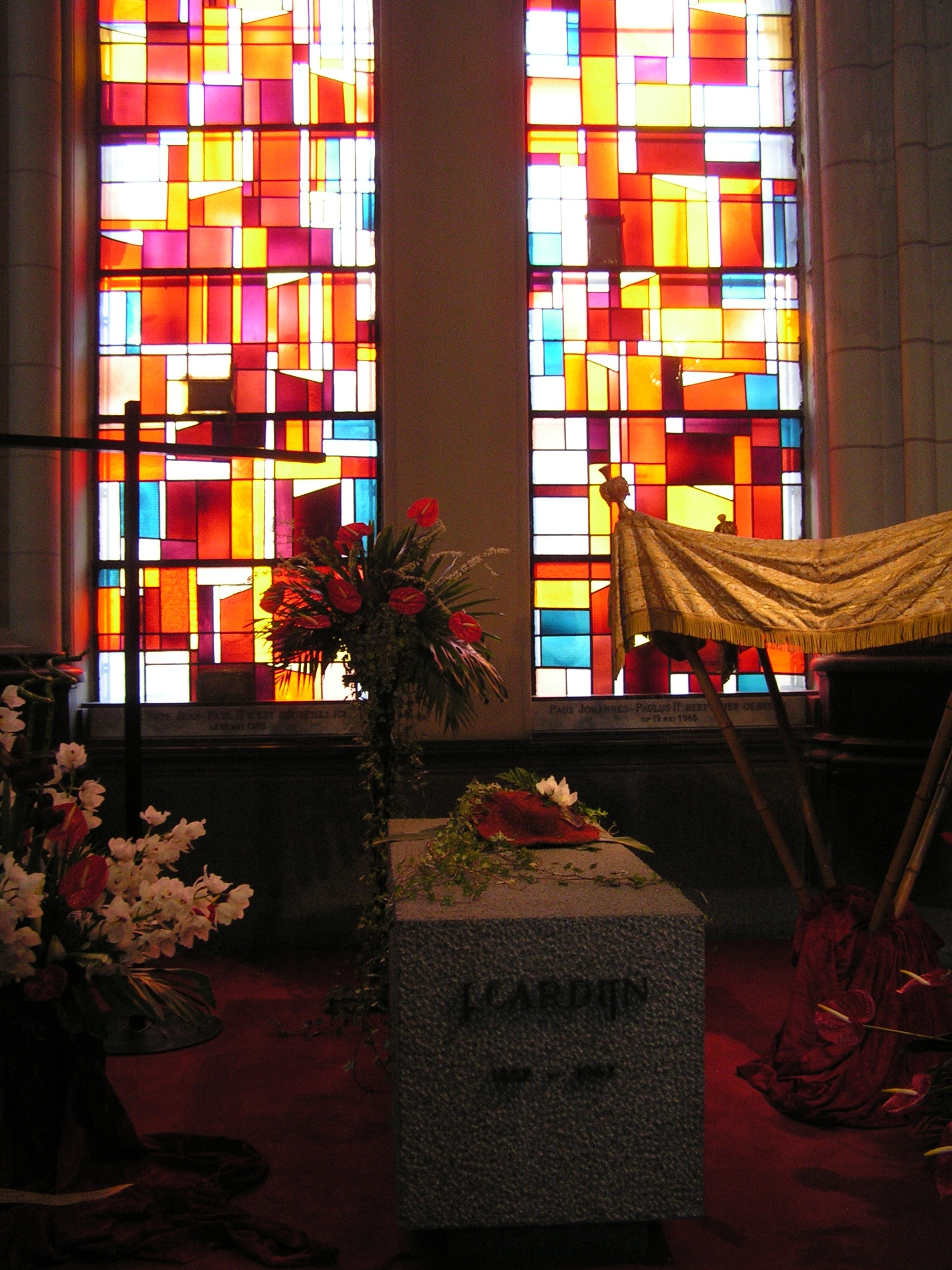
Tombe de Joseph Cardijn.

Joseph Cardijn passe les dernières années de sa vie à suivre un peu partout dans le monde l'évolution de la JOC. Il est créé cardinal par Paul VI en 1965 et évêque titulaire de Tusuros (de). Jusqu'à ses derniers jours il reste proche de la jeunesse ouvrière, même si les conditions de vie et de travail, dans les années 1960 ne sont plus celles qu'il a connues personnellement dans sa jeunesse.
Ses funérailles ont lieu en 1967 en présence du prince Albert de Belgique (futur Albert II). Le cardinal Joseph Cardijn repose dans une travée de l'église Notre-Dame de Laeken, faveur exceptionnelle car l'église est celle de la famille royale dont tous les membres sont inhumés dans la crypte. Le pape Jean-Paul II s'est recueilli sur sa tombe lors de sa venue en Belgique en 1985.

## Citations
- La vie d'un jeune travailleur vaut plus que tout l'or du monde, car il est fils de Dieu[5].
- Chacun vaut la peine (devise des Instituts Cardijn-Lorraine d'Arlon, de Differt et d'Athus).

## Distinctions
- Commandeur de l'ordre de Léopold en 1950.